# Stadtwerke Rottenburg am Neckar
Die Stadtwerke Rottenburg am Neckar GmbH sind das regionale Energieversorgungsunternehmen der Stadt Rottenburg am Neckar. Sie versorgen die Stadt mit Gas, Strom, Wärme und Wasser. Außerdem sind sie für die Schwimmbäder und die Parkhäuser zuständig. Als Betreiber des Stadtbusverkehrs fungieren sie auch als Verkehrsunternehmen und Busbetrieb.

## Daten & Fakten zur Versorgung
| Markenname: rogas - Gasabgabe: 103 Mio. kWh Markenname: rowasser - Versorgte Einwohner: 42.512 - Behälterinhalt: 10.210 m³ - Netzlänge Hauptleitungen: 296 km - Zähler: 11.751 - Wasserabgabe: 1.941.000 m³ | Markenname: rostrom - Straßenleuchten: 5.353 - Eigenerzeugung: 9 Mio. kWh - Stromabgabe: 56 Mio. kWh Markenname: rowärme - Wärmeabgabe: 5 Mio. kWh |

## Daten & Fakten zum Bäderbetrieb und zu den Parkhäusern
| Markenname: robad - Besucher Freibad: 91.469 - Besucher Hallenbad: 35.259 | Markenname: roparken Folgende Parkflächen betreiben die Stadtwerke Rottenburg. - Parkdeck Rathaus: 132 Stellplätze - Parkhaus Schütte: 156 Stellplätze - Parkhaus Museum: 84 Stellplätze - Parkhaus Anker-EKZ: 220 Stellplätze |

## Öffentlicher Personennahverkehr
Die Stadtwerke Rottenburg am Neckar GmbH betreiben den Stadtbusverkehr in Rottenburg mit vier Linien. Sie treten in Rottenburg unter dem Markennamen robus auf.
Linienübersicht
Folgende Stadtbuslinien fahren in Rottenburg am Neckar:
| Linie | Verlauf                                                |
| ----- | ------------------------------------------------------ |
| 1     | Kreuzerfeld – Bahnhof – Eugen-Bolz-Platz – Lindele Ost |
| 2     | Eugen-Bolz-Platz – Burgäcker/Äuble – Eugen-Bolz-Platz  |
| 3     | Kreuzerfeld – Bahnhof – Marktplatz – Eugen-Bolz-Platz  |
| 4     | Eugen-Bolz-Platz – Bahnhof – G.-Wolfegg-Straße         |

Hinzu kommen drei Schulbuslinien, die meist nur ein bis zwei Fahrten an Schultagen bieten.